# Жужжало большой
Жужжало большой (лат. Bombylius major) — вид двукрылых насекомых из семейства мух-жужжал (Bombyliidae). Встречаются повсеместно в Северном полушарии.

## Описание

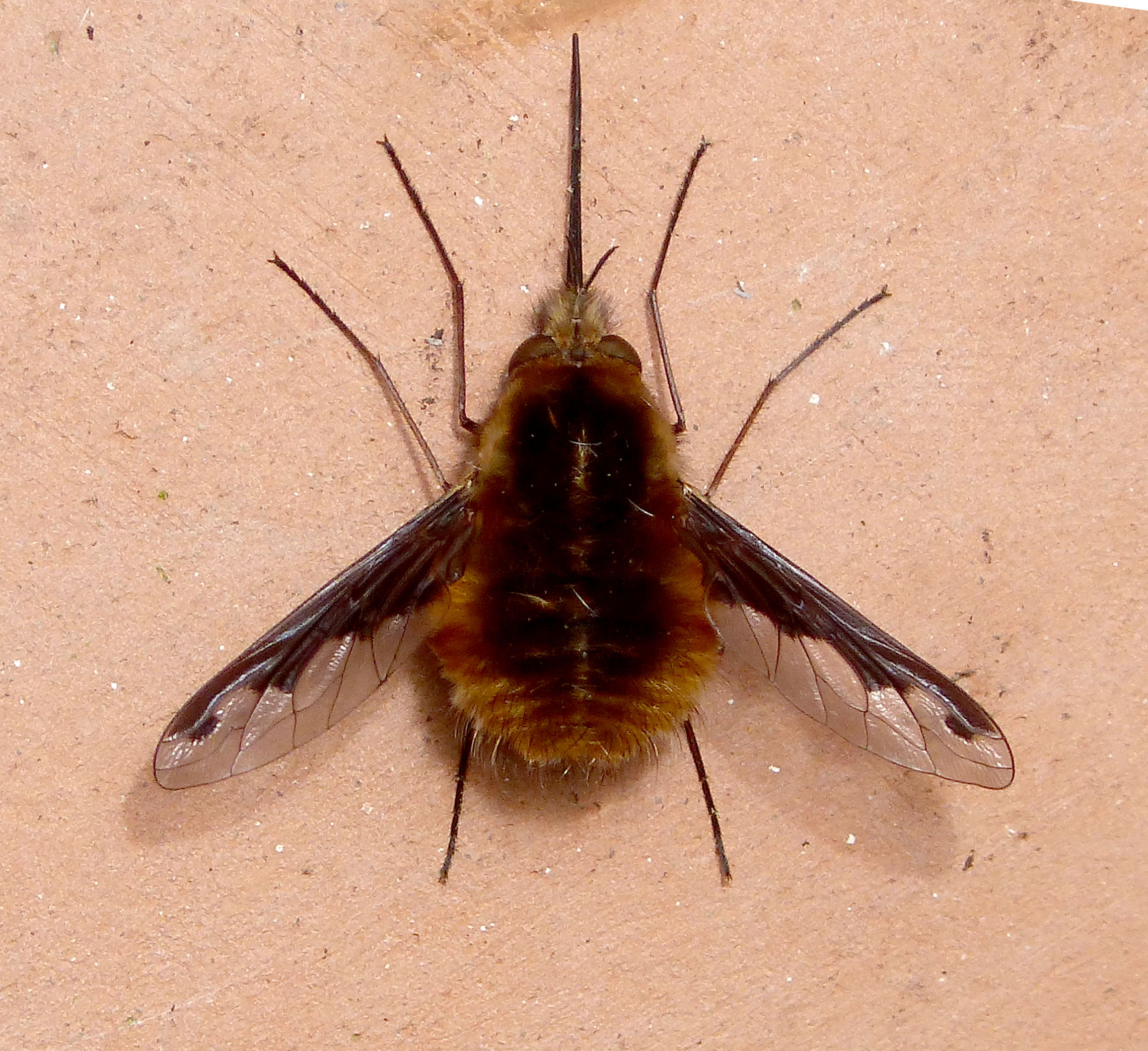

Размер тела взрослой особи варьируется от 6,3 до 12 мм в длину; муха считается средней по размерам. Тело окрашено в тёмный цвет, но густо покрыто толстым слоем более светлых волосков. Голова обычно покрыта коричневыми и чёрными волосками, однако на нижней части головы волоски в основном белые. У мухи есть тёмные пятна на передней половине крыльев и длинные волосатые ноги, которые свисают во время полета. Размах тёмной части крыльев может составлять от 8,4 до 14 мм и имеет тёмно-коричневый край. Крылья с пятнистым рисунком имеют чёткую разделительную границу по горизонтальной середине между тёмной и прозрачной частями. Усики обычно очень короткие и заостренные. Кроме того, у этого вида длинные ноги и длинный жесткий хоботок, расположенный в передней части головы, который используется для питания цветочным нектаром. Длина хоботка составляет от 5,5 до 7,5 мм. В то время как крылья продолжают махать, передние ноги захватывают цветок, а длинный жесткий хоботок вставляется в цветок для сбора нектара. Несмотря на свой устрашающий вид, хоботок вполне безобиден. Самцы обычно меньше самок. Движение мухи классифицируется как парящее и перемещающееся между местами по типу вертолёта. Мухи также издают высокочастотное жужжание.

## Жизненный цикл

### Яйцо
Паразитические яйца B. major производятся в большом количестве, однако немногие из них попадают до места входа в нору насекомого-хозяина.

### Личинки
Личинки паразитически живут в гнёздах различных одиночных пчел и ос. Когда личинка мухи находит личинку хозяина, она медленно поедает её, сильно увеличиваясь в размерах по мере того, как крепко держится за хозяина, и в конце концов превращается в куколку и зимует.

### Куколка
Белые личинки постепенно превращаются в желтовато-коричневую куколку, с чётко выраженными ротовыми органами, крыльями, усиками и ногами.

## Питание

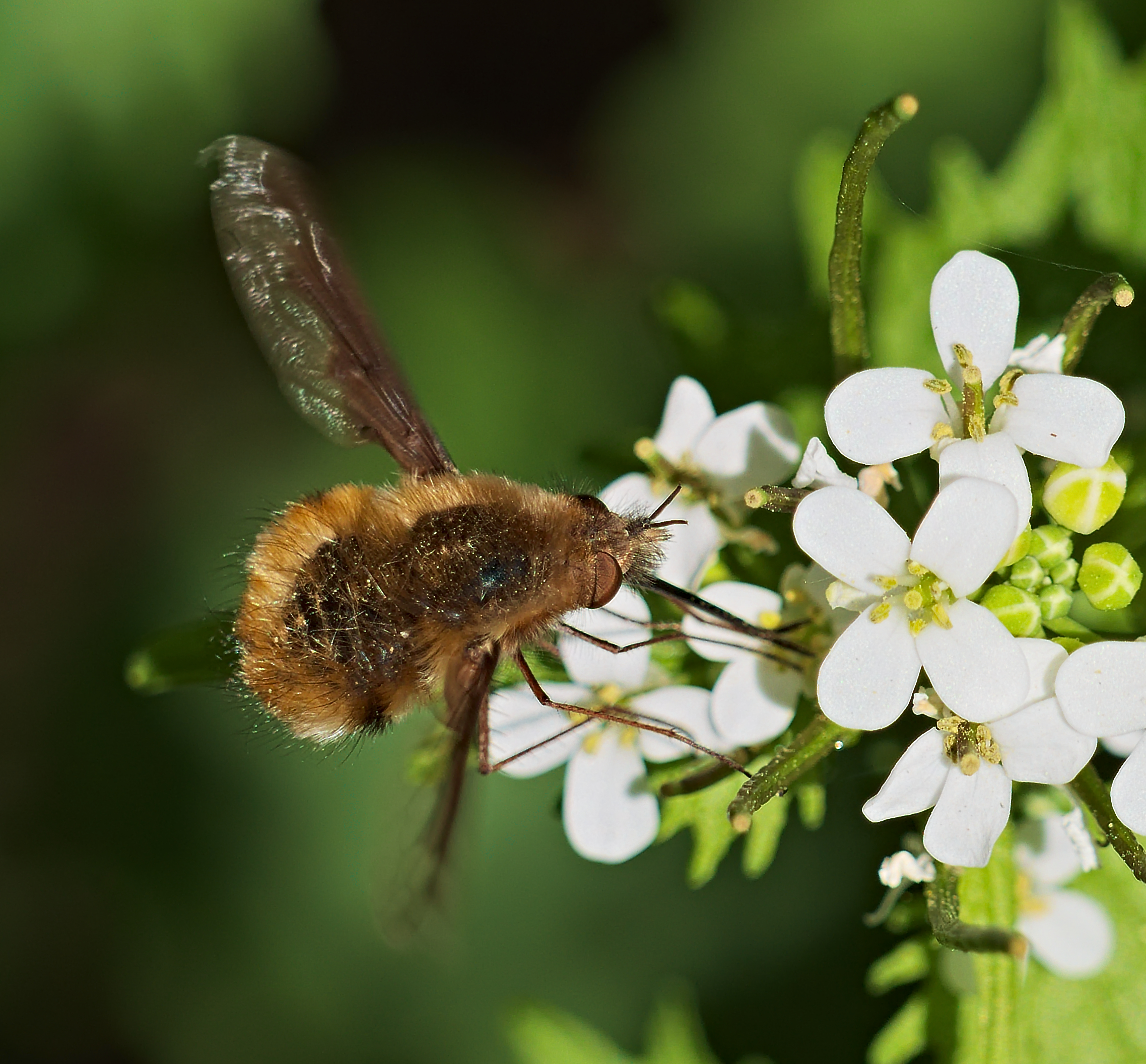

Вид действует как потребитель нектара; такое кормовое поведение позволяет ему питаться цветочным нектаром, являющимся важной частью рациона взрослых мух. Этому способствует характерный длинный хоботок мухи, который горизонтально вставляется в цветок, в то время как муха продолжает парить в воздухе, не касаясь ни пыльников, ни рыльца цветка. Муха также потребляет пыльцу в качестве части своего рациона, причем между полами существуют значительные различия. Самцы и самки посещают одни и те же цветы в качестве источника пищи.
Наблюдалось, что B. major, наряду с другим видом, Bombylius pygmaeus, избирательно (и почти исключительно) посещает голубику в нескольких местах Северной Америки, несмотря на обильное присутствие многих других цветов. Из других присутствующих опылителей эти мухи также были наиболее частыми посетителями цветов.